# 1592 w literaturze
Wydarzenia literackie w 1592 roku.

## Nowe książki
- polskie
  - Jan Kochanowski – Ortographia polska

## Nowe dramaty
- zagraniczne
  - Thomas Kyd – Tragedia hiszpańska

## Nowe poezje
- zagraniczne
  - Samuel Daniel – The Complaint of Rosamond